# Habitatge al Carreró, 41 (Mataró)
L'Habitatge al Carreró, 41 és un edifici de Mataró (Maresme) protegit com a Bé Cultural d'Interès Local.

## Descripció

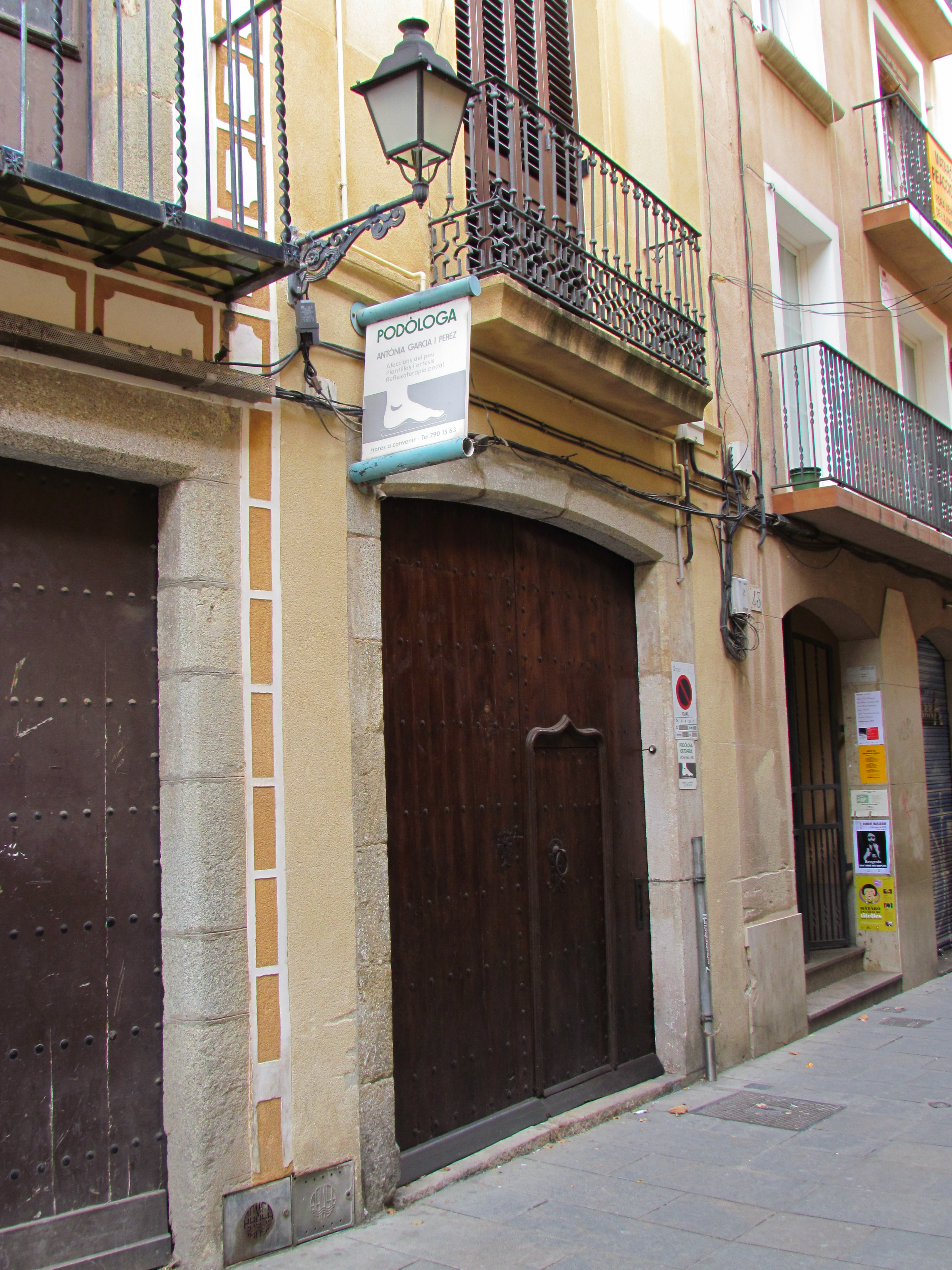
Portal

Es tracta d'una casa entre mitgeres de planta baixa i tres plantes pis. La façana presenta un eix de simetria central on se situa l'accés a la planta baixa i els balcons a les plantes pis. El portal d'accés té un arc escarser amb brancals i dovelles de pedra i una porta amb decoració de talla de fusta (segle xviii). La composició de la façana utilitza un acusat joc de relleus que retallen el balcó i emmarquen cada pis. A la part alta de l'edifici trobem una cornisa amb dentellons.